# Paul Terry

Paul Terry

Paul Houlton Terry (* 19. Februar 1887 in San Mateo, Kalifornien; † 25. Oktober 1971 in New York City, New York) war ein US-amerikanischer Trickfilmzeichner. Terry war als Regisseur und Produzent zwischen 1915 und 1955 für mehr als 1300 Cartoons verantwortlich und leitete mit Terrytoons seit 1929 sein eigenes Trickfilmstudio.

## Leben

### Frühe Jahre
Paul Terry wuchs in San Francisco auf. Dem Beispiel seines älteren Bruders John folgend, brach er die Highschool ab und suchte eine Anstellung als Botenjunge bei der Zeitung San Francisco Bulletin. Im Jahr 1904 begann er eine Karriere als Zeitungsfotograf für die San Francisco Chronicle. 1911 wechselte er an die Ostküste zur New York Press, wo er nicht nur als Fotograf, sondern auch als Comiczeichner tätig war.
Inspiriert durch den Erfolg von Winsor McCays Zeichentrickfilm Gertie the Dinosaur versuchte sich Terry selbst als Trickfilmzeichner. Sein erster Versuch war eine Adaption von Bud Fishers Comic Mutt and Jeff, der Film blieb aber unvollendet. Ein Jahr später, im Sommer 1915, wurde schließlich mit Little Herman Terrys erster Cartoon veröffentlicht. Der Film war kein Erfolg, ein Filmproduzent meinte, dass der Filmstreifen wertvoller war, bevor er von Terry belichtet wurde, doch Little Herman weckte das Interesse der J. R. Bray Studios.
Paul Terry entwickelte für John Randolph Bray die Figur Farmer Al Falfa und drehte elf Filme mit dieser Figur. Bei Bray setzte Terry als einer der ersten Animatoren konsequent die von Bray und Earl Hurd entwickelte Cel Animation ein. Nach nur einem Jahr verließ Terry die Bray Studios und gründete eine eigene Produktionsfirma. Da Terry die Urheberrechte an Al Falfa besaß, produzierte er weitere Filme, die von den Edison Studios vertrieben wurden. Terry schloss aber die Paul Terry Productions nach wenigen Monaten, um im Ersten Weltkrieg als Soldat beim Surgeon General of the United States seinen Militärdienst abzulegen.

### Aesop’s Fables
Nach dem Ende des Ersten Weltkriegs arbeitete Paul Terry für Paramount Pictures. Paramount kündigte zunächst die Rückkehr von Farmer Al Falfa an, doch Terry entschied sich erneut für die Arbeit als unabhängiger Produzent und Animator und gründete 1920 zusammen mit Amadee J. Van Beuren und mit der finanziellen Unterstützung der Theatergesellschaft Keith-Albee (die später in der Produktionsfirma RKO Pictures aufging) das Produktionsstudio Aesop's Fables Studio.
Für das neue Studio griffen Paul Terry und Amadee J. Van Beuren eine Idee des Autors Howard Estabrook auf, Cartoons basierend auf Äsops Fabeln zu produzieren. Der erste Film der Aesop’s Fables, The Goose That Laid the Golden Egg, wurde am 19. Juni 1921 im Vertrieb von Pathé veröffentlicht.
Terry reagierte auf die seit dem Ende des Kriegs geänderten Ansprüche der Kinos, Kurzfilme nur noch als Vorprogramm zu den Langfilmen zu zeigen. Um den Erfolg seiner Filme zu sichern, wurde jede Woche ein neuer Cartoon fertiggestellt. Der hohe Zeitdruck sorgte für die Entwicklung ökonomischer Animationstechniken, womit Paul Terry noch stärker als John Randolph Bray die Entwicklung einer industriellen Trickfilmproduktion förderte. Während die ersten Filme noch einen Bezug zu Äsop hatten, entfernten sich die Geschichten schnell immer weiter weg von den historischen Vorlagen. So zählte Farmer Al Falfa bald wieder zu den wiederkehrenden Figuren in Terrys Cartoons. Obwohl sie nicht die Qualität der Filme mit Felix the Cat oder Koko dem Clown erreichten, waren Aesop’s Fables äußerst populär. Walt Disney zeigte sich sehr von den Filmen beeindruckt und erklärte, dass seine frühen Micky-Maus- und Silly-Symphonies-Filme sein Versuch waren, genauso gut wie die Aesop’s Fables zu werden.
1928 übernahm Amadee J. Van Beuren die Kontrolle über Aesop’s Fables Studio, die er in seine Van Beuren Corporation eingliederte. Nach dem Erfolg von Der Jazzsänger wollte Van Beuren als erster animierte Tonfilme produzieren, stieß damit aber bei Terry auf Widerstand. Van Beuren entließ daraufhin Paul Terry.

### Terrytoons
Zusammen mit dem Animator Frank Moser, der ebenfalls von Van Beuren entlassen wurde, gründete Paul Terry 1929 das Studio Terrytoons. Mit der auf die Veröffentlichung von Kurzfilmen spezialisierten Educational Pictures fanden Terry und Moser einen geeigneten Vertriebspartner. Während bis zuletzt bei Aesop’s Fables jede Woche ein Film fertiggestellt wurde, gaben sich Terry und Moser bei Terrytoons zwei Wochen Zeit, um mit den Herausforderungen des nun unvermeidlichen Tonfilms fertig zu werden. Da Paul Terry nicht bereit war, Lizenzgebühren für populäre Melodien zu bezahlen, wurde der Filmmusikkomponist Philip Scheib damit beauftragt, eigene Musik zu schreiben. Zur Verkürzung der Produktionszeit wurde der Soundtrack komplett vorab aufgenommen.
Trotzdem standen die Mitarbeiter von Terrytoons ununterbrochen unter einem enormen Zeitdruck. Um die Produktionskosten möglichst gering zu halten, hielt Paul Terry seinen Mitarbeiterstab so klein wie möglich, so waren bei Disney bei der Produktion eines Cartoons fünfmal so viele Künstler beschäftigt als bei Terrytoons. Paul Terry war sich dem „billigen“ Aussehen seiner Filme bewusst, er verglich seine Arbeiten mit den Angeboten Woolworths, während Disney mehr auf dem Niveau von Tiffany’s arbeitete. Zwar stiegen die Herstellungskosten der Terrytoons von 4.000 US-Dollar zu Beginn der 1930er Jahre auf 6.000 US-Dollar im Jahr 1935, doch betrugen zur gleichen Zeit die Produktionskosten bei Disney für einen Micky-Maus-Cartoon mehr als 25.000 US-Dollar, und selbst Leon Schlesingers Looney Tunes kosteten rund 10.000 US-Dollar.
Kreative Entwicklungen waren unter diesen Arbeitsbedingungen nicht möglich. Talente wie Bill Tytla oder Joseph Barbera verließen schon nach wenigen Monaten Terrytoons und wurden später bei Disney und MGM erfolgreiche Animatoren. Farmer Al Falfa stand erneut im Mittelpunkt von Terrys Filmen, weitere Figuren wie Kiko das Känguruh oder Puddy the Pup entstanden erst Mitte der 1930er Jahre, konnten aber mit der Popularität von Disney, Fleischers Popeye oder Warners Schweinchen Dick nicht mithalten.
1935 kam es zum Bruch zwischen Paul Terry und Frank Moser, als Educational Pictures mit Vertragsauflösung wegen der schlechten Qualität der Terrytoons drohte. Terry reagierte auf die Kritik und versprach bessere Filme. Er profitierte dabei von der Schließung des Van Beuren Studios und konnte so alte Weggefährten wie John Foster, der nach Terrys Weggang die Aesop’s Fables bei Van Beuren übernommen hatte, wiedereinstellen. 1937 hatte Terry mit Foster als Chefdramaturg und Mannie Davis, Connie Rasinski und Eddie Donnelly als Regisseuren eine Führungsriege, die für die nächsten 20 Jahre die kreative Kontrolle über Terrytoons innehaben sollte.
Als in der zweiten Hälfte der 1930er Jahre die großen Trickfilmstudios auf Farbfilme umstiegen, wehrte sich Paul Terry erneut gegen den Innovationsschub, der für ihn nur eine Kostensteigerung darstellte. So wurde zwar schon 1938 mit String Bean Jack der erste Farbfilm veröffentlicht, doch Terry ließ bis 1943 auch weiterhin einen Teil der Filme in Schwarzweiß produzieren, um das Gesamtbudget so gering wie möglich zu halten. Ebenfalls 1938 übernahm 20th Century Fox den Vertrieb von Paul Terrys Filmen.
Ende der 1930er Jahre ließ Terry endlich die überfällige Entwicklung neuer Charaktere zu, die in kurzer Zeit Al Falfa, Kiko und Puddy von der Leinwand verdrängten. Die ersten neuen Figuren waren Gandy Goose, der an den Komiker Ed Wynn angelehnt war, sowie sein Gegenspieler Sourpuss, der durch Jimmy Durante inspiriert war. 1942 entstand mit Mighty Mouse eine der bekanntesten Figuren von Terrytoons. Der Erfolg wurde vier Jahre später noch übertroffen von den beiden Raben Heckle und Jeckle, die Paul Terry später als seine beste Cartoonreihe bezeichnete. Mit den Erfolgen von Mighty Mouse und Heckle und Jeckle kam auch die Anerkennung Paul Terrys durch die Filmindustrie, zwischen 1943 und 1946 wurden drei seiner Cartoons für einen Oscar nominiert.
Ende der 1940er Jahre setzte Paul Terry immer mehr auf die wiederkehrenden Figuren. 1950 startete eine Reihe von Cartoons mit der Maus Roquefort und dem Kater Percy, die sich an MGMs Tom-und-Jerry-Filme anlehnten, andere Figuren wie Dinky Duck oder die Terry Bears hinterließen aber keinen großen Eindruck beim Publikum. Hinzu kam, dass Terrys Filme sich kaum von den Veröffentlichungen der 1930er Jahre unterschieden. Die Animation, die Musik und die Geschichten wirkten alle veraltet, einzig die Gestaltung der Hintergründe war auf der Höhe der Zeit.
Obwohl 20th Century Fox die Rechte am CinemaScope-Verfahren besaß und ab 1953 erfolgreich in seinen Spielfilmen einsetzte, nutzte Paul Terry erst 1955 die Möglichkeiten des Breitwandformats für seine Zeichentrickfilme. Er sah die Zukunft für Terrytoons eher im Fernsehen. 1952 hatte er als erster Studiobetreiber seine alten Zeichentrickfilme im Fernsehen ausgestrahlt, vor allem Mighty Mouse lief mit einer halbstündigen Fernsehserie bei CBS sehr erfolgreich. Trotzdem war es für seine Mitarbeiter eine große Überraschung, als Terry 1955 sein Studio inklusive der Rechte an allen Filmen und Figuren für die hohe Summe von 3,5 Millionen US-Dollar an den Fernsehsender CBS verkaufte.
Nach dem Verkauf von Terrytoons ging Paul Terry 68-jährig in den Ruhestand. Er starb am 25. Oktober 1971 in New York City.

## Nominierungen
- Oscarnominierungen:
  - 1943 für All Out for „V“ als bester animierter Kurzfilm
  - 1945 für My Boy Johnny als bester animierter Kurzfilm
  - 1946 für Mighty Mouse in Gypsy Life als bester animierter Kurzfilm